# Enéas Marques
Enéas Marques este un oraș în Paraná (PR), Brazilia.